# Gbadi
 (avril 2012).
Si vous disposez d'ouvrages ou d'articles de référence ou si vous connaissez des sites web de qualité traitant du thème abordé ici, merci de compléter l'article en donnant les références utiles à sa vérifiabilité et en les liant à la section « Notes et références ».
Les Gbadi sont une tribu bété de Gagnoa, en Côte d'Ivoire. C'est aussi l'une des premières par son nombre de locuteurs. Sont issus du peuple gbadi : le président Laurent Gbagbo, Louis Dacoury Tabley, Victor Biaka Boda et Gadji Celi.